# Теракт в Каире (2016)
Террористический акт в Каире 11 декабря 2016 года — взрыв в столице Египта, Каире, произошедший внутри коптского собора, в результате которого 28 человек погибли, 70 человек получили ранения.

## Ход событий
Взрыв произошёл в коптском соборе Святого Марка в Каире. По одним данным, бомба была заложена внутри часовни, примыкающей к наружной стене собора. По другим данным, неизвестный бросил бомбу в одно из помещений храма во время службы.

## Реакция
В связи с терактом в Египте был объявлен трёхдневный национальный траур.
12 декабря 2016 года президент Египта Абдул-Фаттах ас-Сиси объявил о том, что осуществившим взрыв террористом-смертником был некий Махмуд Шафик, а также об аресте ещё 4 причастных к теракту лиц и о розыске двух других подозреваемых.